# Chu Kyoung-mi
Kyoung-Mi Chu (* 12. Juni 1986) ist eine südkoreanische Biathletin.
Kyoung-Mi Chu von Pyeongchang County betreibt Biathlon seit 1999 und wird von Yongseon Shin trainiert. Die Athletin aus Gangwon-do gab ihr internationales Debüt 2005 bei Rennen zum Auftakt der Saison 2005/06 des Biathlon-Europacups in Obertilliach. Ihr erstes Einzel beendete sie nicht und trat auch nicht zum folgenden Sprint an. Erst eine Woche später konnte sie an selber Stelle ihr erstes Rennen beenden und wurde Sprint-38. Zum Auftakt der Saison 2006/07 startete Chu erstmals in Östersund im Biathlon-Weltcup und wurde 84. des Einzels. In der Saison wurde sie bei fast alles Weltcup-Stationen eingesetzt und erzielte mit Platz 71 im Sprint von Lahti und Rang 16 mit der Staffel ihre besten Ergebnisse im Weltcup. Höhepunkt wurden die Biathlon-Weltmeisterschaften 2007 in Antholz, wo die Südkoreanerin im Einzel antrat und 86. wurde. In der folgenden Saison wurde Chu kaum international eingesetzt, erst zur Saison 2008/09 kehrte sie wieder fest in den südkoreanischen Nationalkader zurück. Abgesehen von einem 15. Platz mit der Staffel in Ruhpolding, wo Südkorea drei andere Staffeln hinter sich lassen konnte, konnte sie keine Verbesserungen der Leistung erreichen. Dennoch wurde sie für die Biathlon-Weltmeisterschaften 2009 im heimischen Pyeongchang nominiert, wo Chu in drei Rennen zum Einsatz kam. Im Einzel lief sie auf den 91. Platz, im Sprint wurde sie 104. und mit der Staffel 17. von 24 Teams.

## Weltcupstatistik
Die Tabelle zeigt alle Platzierungen (je nach Austragungsjahr einschließlich Olympische Spiele und Weltmeisterschaften).
- 1.–3. Platz: Anzahl der Podiumsplatzierungen
- Top 10: Anzahl der Platzierungen unter den ersten zehn (einschließlich Podium)
- Punkteränge: Anzahl der Platzierungen innerhalb der Punkteränge (einschließlich Podium und Top 10)
- Starts: Anzahl gelaufener Rennen in der jeweiligen Disziplin

| Platzierung                      | Einzel | Sprint | Verfolgung | Massenstart | Staffel | Gesamt |
| -------------------------------- | ------ | ------ | ---------- | ----------- | ------- | ------ |
| 1. Platz                         |        |        |            |             |         |        |
| 2. Platz                         |        |        |            |             |         |        |
| 3. Platz                         |        |        |            |             |         |        |
| Top 10                           |        |        |            |             |         |        |
| Punkteränge                      |        |        |            |             | 9       | 9      |
| Starts                           | 7      | 12     |            |             | 9       | 28     |
| Stand: nach der Saison 2009/2010 |        |        |            |             |         |        |